# Вікіпедія північною сото
Вікіпедія північною сото (півн. сото Wikipedia) — розділ Вікіпедії північною сото. Створена у 2011 році. Вікіпедія північною сото станом на 26 березня 2025 року містить 8733 статті, 7535 зареєстрованих користувачів, 23 активних дописувачів, 1 адміністратора
. Загальна кількість сторінок у Вікіпедії північною сото — 11 155, редагувань — 52 018, мультимедійні файли відсутні
. Глибина (рівень розвитку мовного розділу) Вікіпедії північною сото дуже мала і становить лише 0.4 пунктів
. 

## Історія
- Жовтень 2007 — створена 100-та стаття[3].
- Листопад 2014 — створена 1 000-на стаття[3].
- Вересень 2015 — створена 2 000-на стаття[4].